# Aleisanthiopsis multiflora
Aleisanthiopsis multiflora är en måreväxtart som beskrevs av Christian Tange. Aleisanthiopsis multiflora ingår i släktet Aleisanthiopsis och familjen måreväxter. Inga underarter finns listade i Catalogue of Life.